# Station Boezinge
Station Boezinge is een voormalig spoorwegstation in Boezinge, een deelgemeente van de stad Ieper. Het lag aan spoorlijn 63. Tegenwoordig wordt het gebruikt door jeugdwerking BOE!.
0,0: Torhout ·
6,7: Kortemark ·
9,7: Sint-Jozef ·
12,9: Staden ·
16,9: Westrozebeke ·
19,7: Poelkapelle ·
22,7: Langemark ·
27,1: Boezinge ·
31,0: Brielen ·
32,3: Ieper